# Manuel Mota (Schiedsrichter)
Manuel Mota da Silva (* 31. März 1977 in Vila Verde) ist ein ehemaliger portugiesischer Fußballschiedsrichter.

## Werdegang
Von November 2010 bis Mai 2023 leitete Mota insgesamt 180 Ligaspiele in der portugiesischen Primeira Liga. Zusätzlich wurde er bei Spielen in der Segunda Liga und der Taça de Portugal eingesetzt.
Am 30. Juli 2022 pfiff Mota den portugiesischen Supercup 2022 zwischen dem FC Porto und CD Tondela (3:0).
Mota vertrat als Schiedsrichter den Fußballverband von Braga. Er leitete nationale Spiele und stand nicht auf der Liste der FIFA-Schiedsrichter. Hauptberuflich betreibt Mota eine Metzgerei in Vila Verde. Diese wurde mehrfach Opfer von Vandalismus.